# Північне газопровідне напівкільце
Північне газопровідне напівкільце — болгарський газопровід, споруджений для постачання блакитного палива споживачам всередині країни.
У 1969 році СРСР і Болгарія уклали угоду про майбутні поставки природного газу, котрі розпочались в 1974-му. Введені в дію у середині 1970-х газопроводи Роздільна — Ізмаїл та Шебелинка — Ізмаїл подавали ресурс до кордону України та Румунії, після чого він транспортувався по території останньої до пограничного переходу Негру-Воде-Кардам. Від Кардаму блакитне паливо перекачувалось вже по болгарській території до розташованого дещо більше ніж за пів сотні кілометрів Вилчого Долу, звідки беруть початок північне (завершене у 1977-му) та південне напівкільця газотранспортної системи Болгарії.
Основна частина траси північного напівкільця лежить на придунайській рівнині північніше від Старої Планини. На кінцевому етапі газопровід перетинає ці гори та виходить у район болгарської столиці Софії, де знову зустрічається з південним напівкільцем. Довжина північного напівкільця становить 364 км при діаметрі 700 мм. На його трасі є компресорні станції Вилчий-Дол та Полскі-Сеновец.
Одне з відгалужень північного напівкільця дозволило подавати ресурс до заводу азотної хімії у Враці та цементного заводу в Белий Ізвор. З 1960-х років ці підприємства використовували продукцію болгарського газового родовища Чірен, проте останнє мало доволі незначні запаси. Крім того, північне напівкільце забезпечило сполучення Чірену, перетвореного на підземне сховище, з газотранспортною системою країни.
Великими споживачами доправленого по трубопроводу природного газу були металургійні комбінати у Креміковцях та Перніку (обидва в околицях Софії). З електроенергетичних об'єктів блакитне паливо використовують або використовували ТЕЦ Софія, ТЕЦ Софія-Схід, ТЕС Републіка, ТЕЦ Кремиковці (всі в районі Софії), ТЕЦ Русе-Схід (лише для розпалювання вугілля).
У 2016-му відгалуження північного напівкільця сполучили з болгаро-румунським інтерконектором Русе — Джурджу.
Також можливо відзначити, що наприкінці 2010-х років через придунайську рівнину проклали ділянку газопроводу Балканський потік, запуск якого став можливим ще до досягнення повної готовності завдяки використанню існуючої інфраструктури Північного напівкільця.